# Ватаци, Александр Александрович
Алекса́ндр Алекса́ндрович Вата́ци (1852—1933, Париж) — генерал-лейтенант в отставке, санкт-михельский и костромской губернатор.

## Биография
Православный. Из дворян Могилёвской губернии. Сын генерала от артиллерии Александра Ивановича Ватаци (1810—1886) и Веры Александровны Деметти. Младшие братья: Эммануил — сенатор; Владимир — генерал-майор.
По окончании Пажеского корпуса по 1-му разряду в 1872 году, поступил вольноопределяющимся в лейб-гвардии Конно-гренадерский полк.
Чины: камер-паж (1871), прапорщик (1873), поручик (1876), штабс-капитан (1880), ротмистр (1886), полковник (1893), генерал-майор (1903).
Участвовал в русско-турецкой войне 1877—1878 годов, за отличие был награждён орденом Святого Станислава 3-й степени с мечами и бантом. Командовал эскадроном Конно-гренадерского полка, затем 16-м драгунским Глуховским полком (1899—1902).
В 1902—1903 годах состоял в распоряжении финляндского генерал-губернатора Н. И. Бобрикова. 17 февраля 1903 года назначен Санкт-Михельским губернатором. 8 октября 1905 года переведен на ту же должность в Киевскую губернию, а 27 октября того же года — в Костромскую губернию. В 1906 году вышел в отставку с производством в генерал-лейтенанты, жил в Санкт-Петербурге.
В 1920 году эвакуировался из Новороссийска через Салоники в Югославию. Затем переехал во Францию, жил в Русском доме в Сент-Женевьев-де-Буа.
Скончался в Русском доме в 1933 году, похоронен на местном кладбище. Был женат на Екатерине Петровне Зуевой.

## Награды
- Орден Святого Станислава 3-й степени с мечами и бантом (1877)
- Орден Святой Анны 3-й ст. (1885)
- Орден Святого Станислава 2-й ст. (1888)
- Орден Святой Анны 2-й ст. (1891)
- Орден Святого Владимира 4-й ст. (1894)
- Орден Святого Владимира 3-й ст. (1900)
- Орден Святого Станислава 1-й ст. (1905)

Иностранные:
- румынский Железный крест (1877)
- французский Орден Почётного легиона, офицерский крест (1897)
- румынский Орден Короны, командорский крест (1899)